# سلافكو رادوفانوفيتش
سلافكو رادوفانوفيتش (بالصربية: Славко Радовановић)‏ هو لاعب كرة قدم صربي في مركز الدفاع، ولد في 24 أغسطس 1962 في زمون ‏ في صربيا. لعب مع أفينيون فوت 84 والنجم الأحمر بلغراد ونادي باو ونادي سوتيسكا نيكشيتش.

## وصلات خارجية
- سلافكو رادوفانوفيتش على موقع قاعدة بيانات كرة القدم.إي يو (الإنجليزية)
- سلافكو رادوفانوفيتش على موقع عالم كرة القدم.نت (الإنجليزية)